# Bitwa pod Rudawą

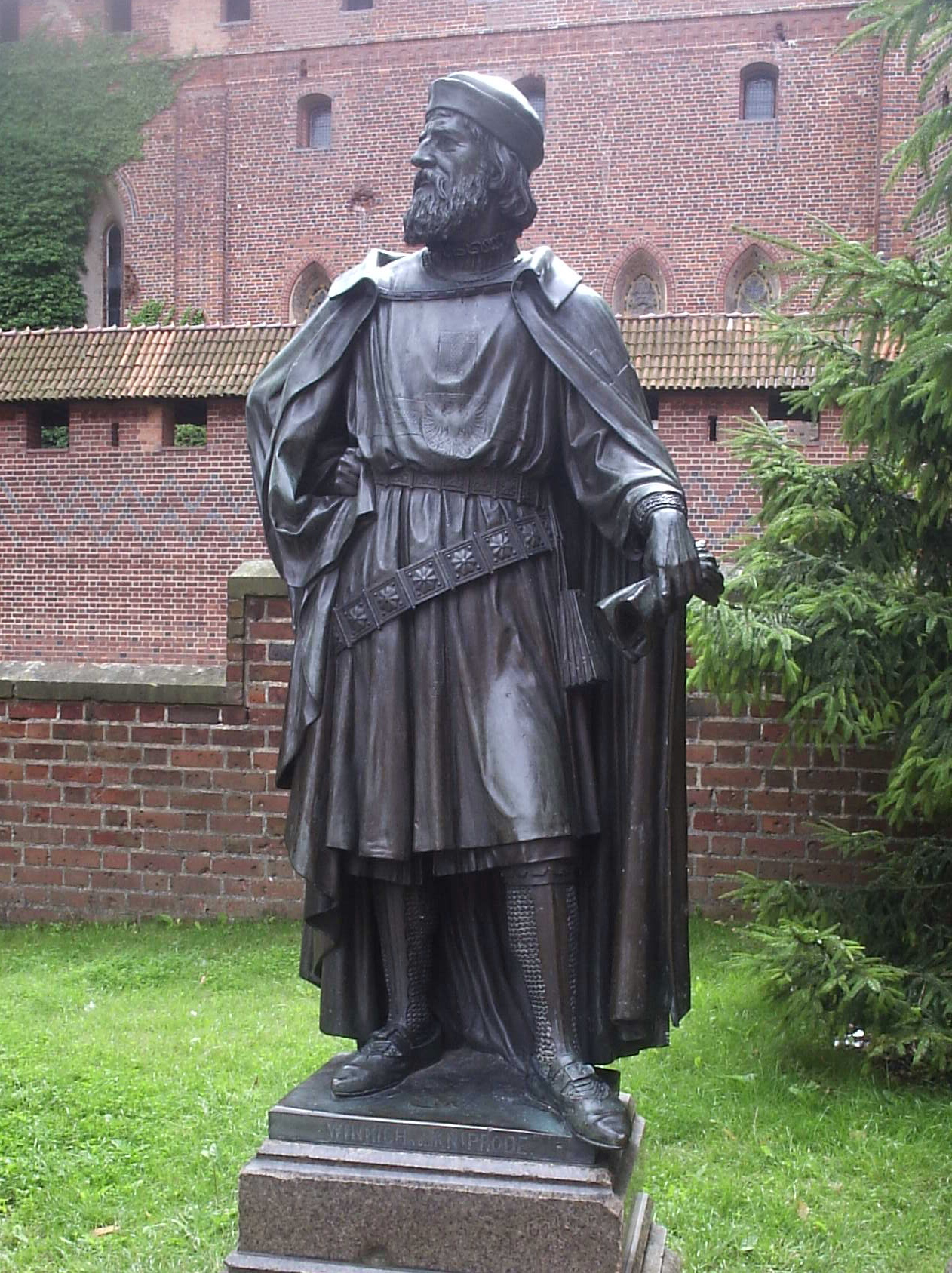
Winrych von Kniprode, pomnik na zamku w Malborku

Bitwa pod Rudawą (bitwa nad Rudawą, Rudną) – bitwa pomiędzy Wielkim Księstwem Litewskim a zakonem krzyżackim, która miała miejsce 17 lutego 1370 w pobliżu zamku Rudawa (niem. Rudau, lit. Rūdava, dziś wieś Mielnikowo) nad rzeką Rudawą (Rudną, Rudą, dziś Sławnaja) na terenie Sambii. Starcie okazało się klęską wojsk litewskich.
Wojska litewskie w liczbie około 17 000 dowodzone przez wielkich książąt Olgierda i Kiejstuta wkroczyły od północy na teren Prus, kierując się w stronę Królewca i dalej Zalewu Wiślanego. Ich celem było złamanie potęgi państwa krzyżackiego, które od czasów bitwy nad Strawą w 1348 uzyskało znaczną przewagę w zmaganiach z Litwą, a pod rządami wielkiego mistrza Winrycha von Kniprode przeżywało rozkwit gospodarczy. Wielcy książęta z dynastii Giedymina uważali, że granicą ich wpływów jest rzeka Łyna, w związku z tym dążyli do włączenia wschodniej części Prus w obszar Wielkiego Księstwa Litewskiego. Wyprawa z lutego 1370 roku miała osiągnąć również ten cel.
Naprzeciw wojskom litewskim wyszły oddziały krzyżackie i sojusznicze w liczbie ok. 10 000 na czele z wielkim mistrzem Winrychem von Kniprode. Lewe skrzydło wojska litewskiego pod dowództwem wielkiego księcia Olgierda składało się głównie z Rusinów oraz Tatarów, zaś prawe, dowodzonego przez księcia trockiego Kiejstuta złożone było z Litwinów oraz Żmudzinów.
Do bitwy doszło 17 lutego w pobliżu zamku Rudawa (Rudau) nad rzeką o tej samej nazwie, ok. 20 km na północ od Królewca. Kulminacja walk miała miejsce koło południa. W ocenie Nikodema głównym celem ataku wojsk zakonnych mogło być lewe skrzydło litewskiego wojska. Siła ataków krzyżackich w końcu sprawiła, że oddziały ruskie i tatarskie zaczęły się chwiać. Wówczas wielki książę Olgierd, obawiając się dalszego przebiegu bitwy, wysłał na tyły wojska swojego syna i synowca, Jagiełłę oraz Witolda. W końcu wielki mistrz osobiście poprowadził atak na ruskie wojska, które rzuciły się do ucieczki. Książę Kiejstut starał się zaprowadzić porządek na próżno.
Starcie okazało się klęską wojsk litewskich. Według źródeł krzyżackich, w bitwie pod Rudawą zginęło 1000 lub 3500 Litwinów, jednak straty w czasie całej kampanii mogły wynieść ponad 5 tysięcy. Krzyżacy stracić mieli 26 rycerzy oraz 100 lub 300 innych zbrojnych. W bitwie zginął jednak wielki marszałek i komtur królewiecki Henning Schindekopf (zabity podobno przez litewskiego bojara Wojszwiłłę, gdy unosił przyłbicę swojego hełmu), oraz kilku innych dowódców, między innymi komtur brandenburski Kunon von Hattstein oraz radzyński Petzolt von Korwitz.
Wodzowie litewscy, Kiejstut i Olgierd, zdołali ujść z pola bitwy, podobnie jak towarzyszący im ich synowie Jagiełło i Witold oraz inni dowódcy. Niemal całkowicie jednak zostały rozbite oddziały ruskie, które podlegały Litwie.
Klęska pod Rudawą skłoniła wielkich książąt litewskich do szukania pomocy u sąsiadów, czego dalekosiężnym rezultatem była unia polsko-litewska w Krewie w 1385 roku.